# عزلة اليوسفين (لحج)

تعديل مصدري - تعديل

عزلة اليوسفين هي إحدى عزل مديرية القبيطة في محافظة لحج اليمنية ويبلغ تعداد سكانها 49117 نسمة حسب التعداد السكاني في اليمن لعام 2004.

## روابط خارجية
- الجهاز المركزي للإحصاء بالجمهورية اليمنية
- المركز الوطني للمعلومات باليمن
- World Gazetteer:Yemen
- الدليل الشامل